# Стобийское викариатство
Стоби́йское викариа́тство — титулярное викариатство Болгарской, Македонской и Сербской православных церквей. Получило название по древнему городу Стоби (греч. Στoβόι), развалины которого находится на слиянии рек Вардара и Чёрной (ныне Северная Македония).

## История

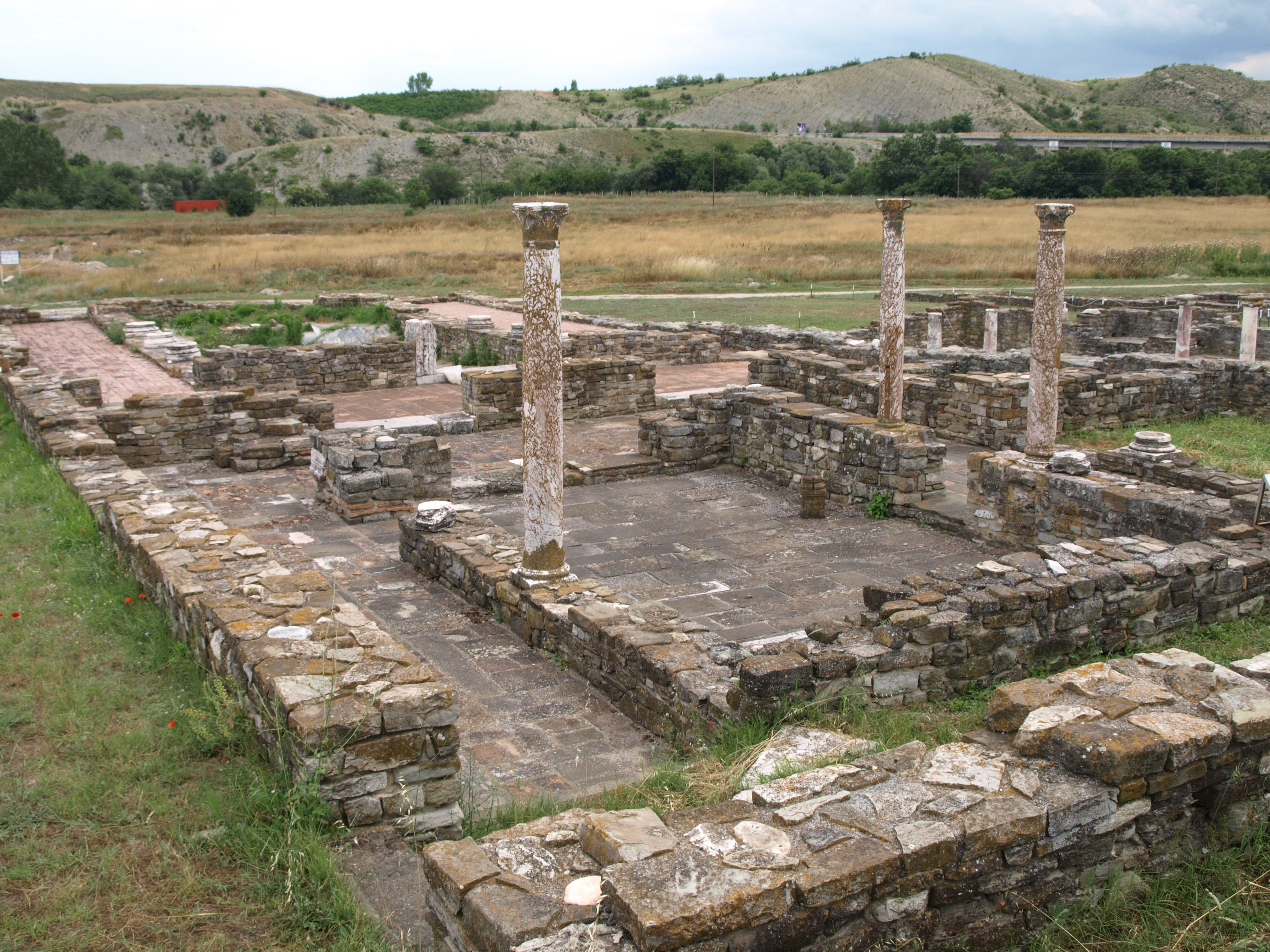
Остатки древних Стов

Православная епископская кафедра в Стовах известна не позднее начала IV века — епископ Стовийский Вудий был участником I Вселенского Собора. Известные по раскопкам и исследованиям XX—XXI века здания архиерейской базилики и архиерейской резиденции в Стовах были воздвигнуты в IV веке. Это указывает на Стовы как один первых оплотов Христианства в землях современной Охридской Архиепископии. Возведение других храмов и новой архиерейской базилики в начале V века, при епископе Филиппе, указывает на укрепление Христианства в городе.
Будучи столицей провинции Македония Секунда, в церковном отношении Стовы возможно были митрополией, но при этом вероятно были подчинены Солунскому архиепископу.
В 535 году Стовийская кафедра была переподчинена Церкви Первой Юстинианы.
В VI—VII веках Стовы были разрушены и оставлены, но Стовийские владыки упоминаются как участники церковных Соборов до конца VII века, когда они оставались титулярными архиереями.
В 1875 году титул Стовийского епископа был дан Синесию (Димитрову), викарию Кюстендильской епархии обособившегося Болгарского экзархата. Епископ Синесий имел местопребывание в Штипе, так как Штип был в то время ошибочно отождествлялся с древними Стовами.
С 1931 года тот же титул, однако теперь уже в форме «Стобийский», давался викариям Болгарской православной церкви вне зависимости от места их служения. При этом территория Вардарской Македонии к тому времени подчинялась уже не Болгарской, а Сербской церкви, тем не менее Стобийские титулярные епископы назначаются в Болгарской церкви до сих пор.
29 июня 2006 года викарный епископ с титулом Стобийский был избран в Православной Охридской архиепископии Сербской православной церкви.

## Епископы
древняя епархия
- Вудий (упом. 325) участник I Вселенского Собора
- Филипп (упом. нач. V.)
- Николай (упом. 451) участник IV Вселенского Собора
- Фока (упом. 553) участник V Вселенского Собора

Стовийское викариатство Болгарской православной церкви
- Синесий (Димитров) (21 апреля 1875 — 5 декабря 1884)

Стобийское викариатство Болгарской православной церкви
- Борис (Разумов) (14 декабря 1930 — 17 марта 1935)
- Кирилл (Константинов) (12 июля 1936 — 29 мая 1938)
- Никодим (Пиперов) (29 января 1939 — 6 июля 1947)
- Пимен (Энев) (21 декабря 1947 — 4 января 1953)
- Варлаам (Пешев) (1 января 1954 — 9 марта 1969)
- Арсений (Чекандраков) (30 марта 1969 — 8 февраля 1987)
- Кирилл (Ковачев) (26 июня 1988 — 26 февраля 1989)
- Наум (Димитров) (17 марта 2007 — 23 марта 2014)

Стобийское викариатство в Альтернативном синоде Болгарской православной церкви
- Гавриил (Галев) (27 августа 1992 — 1 октября 1998), возвратился в Болгарскую ПЦ
- Гавриил (Галев) (20 апреля 1999 — 26 июня 1999), вновь возвратился
- Даниил (Стойков)  (28 сентября 1999 — 2004)

Стобийское викариатство Охридской архиепископии Сербской православной церкви
- Давид (Нинов) (17 июня 2007 — 20 июня 2023), перешёл в Македонскую ПЦ

Стобийское викариатство Македонской православной церкви
- Иаков (Милчевский) (с февраля 2019)